# حديقة سفاري دبي
دبي سفاري بارك (بالعربية: حَدِيْقَة سَفَارِي دُبَي) هي حديقة سفاري صديقة للبيئة  تقع في دبي، الإمارات العربية المتحدة . المصدر الرئيسي للطاقة في الحديقة هو الطاقة الشمسية. تقع الحديقة في منطقة الورقاء 5 على طريق حتا . تضم الحديقة 2500 حيواناً من أكثر من 250 نوعًا. حلت الحديقة محل حديقة حيوان دبي في الذكرى الخمسين لتأسيسها. تخطط الحديقة لزيادة عدد الحيوانات إلى 5000 بحلول عام 2020.
تم إنشاء حديقة سفاري دبي الكائنة في منطقة الورقاء 5 مقابل سوق التنين، بتكلفة بلغت حوالي مليار درهم إماراتي، إذ تمتد على مساحة 12.8 مليون متر مربع، مما يسمح لها باستقبال حوالي 10 آلاف زائر يومياً، للاستمتاع بمجموعة من البحيرات والطبيعة الخضراء المنعشة بالإضافة إلى أحجار ضخمة صناعية منتشرة في أنحاء حديقة الحيوان دبي، والشلالات التي تضفي جمالاً أخاذاً إلى هذا الصرح الضخم والجديد من نوعه

## التاريخ
تم استبدال حديقة الحيوان القديمة في دبي بحديقة سفاري دبي عندما كانت تضم 1000 حيوان فقط. تتكون الحديقة من 12.8 مليون قدم مربع من المساحة. اتخذت البلدية قرارًا بزيادة وتعديل حديقة حيوانات دبي حيث تم تخصيص 40.8 مليون دولار للمشروع. تم تسليم المشروع إلى شركة مراس الإماراتية. تم افتتاح الحديقة في 12 ديسمبر 2017 ، ولكن تم إغلاقها للتجديدات والتحسينات في مايو 2018.  وقد زار الحديقة  قرابة 427 ألف زائر خلال النصف الأول من 2023

## القرى

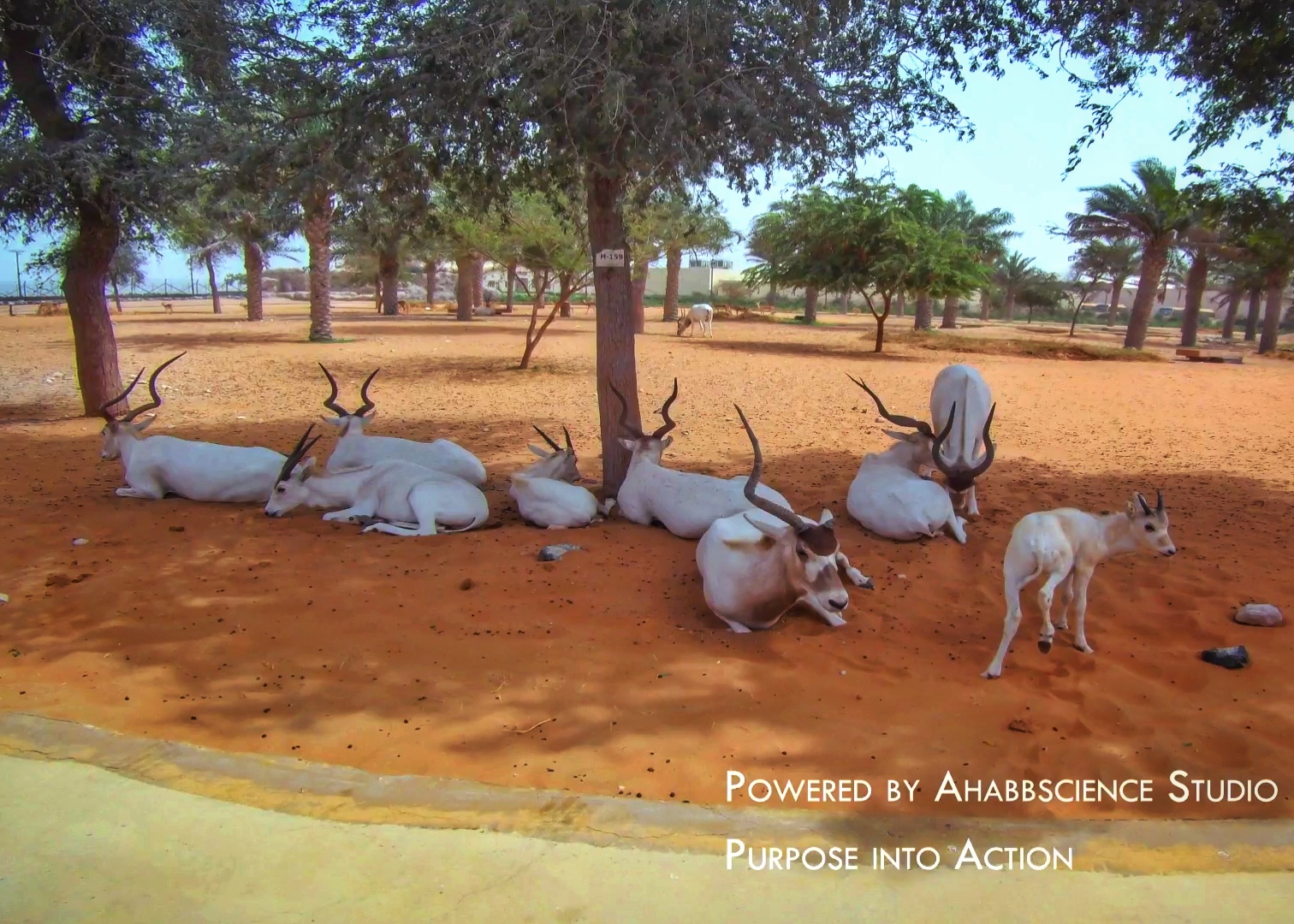
مها أبو عدس في دبي سفاري بارك

تحتوي الحديقة على خمس مناطق رئيسية تسمى قرية سفاري والقرية العربية والقرية الآسيوية والقرية الأفريقية وقرية الوادي.

### قرية سفارى

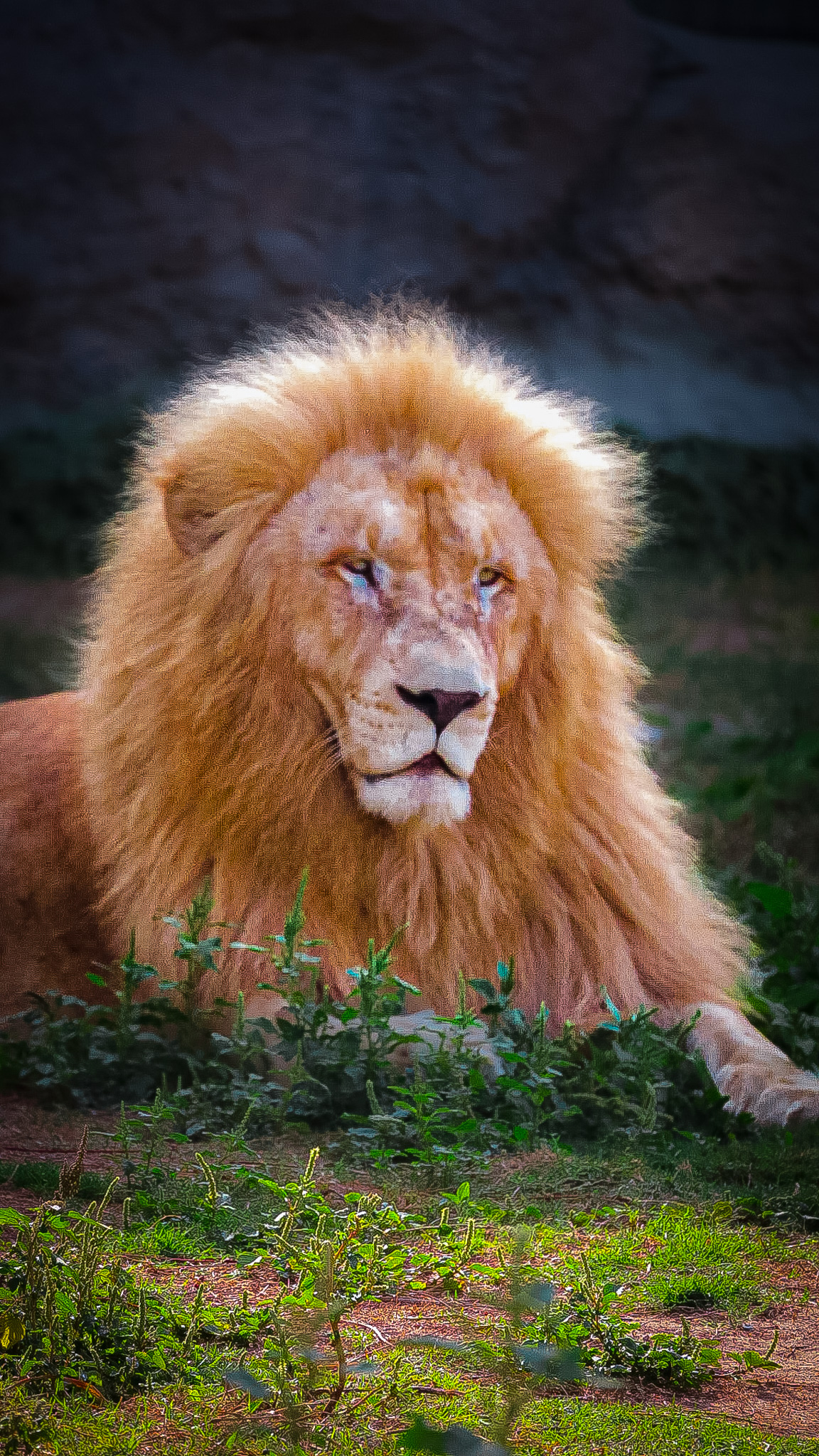
أسد في دبي سفاري بارك

قرية سفاري هي منطقة مفتوحة حيث يمكن للزوار الذهاب بالحافلة ولقاء الحيوانات عن قرب بما في ذلك الزرافات والأسود والنمور والفهود وبها العديد من الحيوانات لذلك يشعر الزائر بانه في رحله سفاري مكتملة .

### القرية العربية
تمتد القرية العربية على مساحة 130 ألف متر مربع، وهي مخصصة لمراقبة الحياة البرية المحلية والتعرف عليها، مثل المها العربي والذئب . تم تصميم هذه المنطقة بحيث تحتوي على اابيئة الصحراوية والبيئة الجبليه والبيئة السهليه الجبال والصحاري حيث تحتوى كل بيئة على الحيوانات الخاصة بها كالنعام والمها العربي والذئب الجبلي والوعل .

### القرية الاسيوية
تعد القرية الإسيوية من أهم القرى في حديقة سفاري دبي من حيث المساحة والأنشطة المتنوعة، فهي تمتد على مساحة 105 ألف متر مربع، تم تصميمها بطريقة تعكس الحياة والطبيعة الأسيوية بكل تفاصيلها، وذلك ليشعر الزوار وكأنهم بقلب القارة الأسيوية وتضم العديد من الحيوانات مثل تنبن الكومودو والفيل الهندى والنمور الاسيويه والفهود كذالك .
تنين كومودو والفيل الهندي .

### القرية الأفريقية
تعد القرية الإفريقية من أهم القرى في حديقة سفاري دبي من حيث المساحة والأنشطة المتنوعة، فهي تمتد على مساحة 115 ألف متر مربع، تم تصميمها بطريقة تعكس الحياة والطبيعة الأفريقية بكل تفاصيلها، وذلك ليشعر الزوار وكأنهم بقلب القارة الأفريقية، وتنقسم هذه القرية إلى منطقتين هما: السافانا الإفريقية والغابات الممطرة، بالإضافة إلى البلازا الرئيسية التي تضم مجموعة من المرافق والمطاعم الخاصة بالقرية.
كما تضم القرية 20 معرضاً للحيوانات المختلفة: فرس النهر، والغوريلا، والشمبانزي، والأسد الأفريقي، وطائر الفلامينغو الوردي اللون وغيرها الكثير
هنا يتم الاحتفاظ بالأسد الأبيض والكلب البري الأفريقي .[بحاجة لمصدر]

### قرية الوادي
هذه منطقة للاسترخاء. تم إنشاء المنطقة للاسترخاء بعد زيارة السفاري الطويلة. الأرض خضراء مورقة بينما توجد برك من الأسماك حيث يمكنك مشاهدة الأسماك أو الشلالات

### المسرح الكبير
يمثل هذا المكان مركزاً تعليمياً يتيح للأفراد التعرف إلى الحياة البرية، بسلوكياتها وطبيعتها والاطلاع على حقائقها المشوقة.

### المسرح الصغير
يتيح للزوار التعرف على أنواع كثيرة من الطيور؛ من الغراب إلى البومة وغيرها الكثير من الطيور القادمة من الغابات الأفريقية.

### الالتقاء مع الحيوانات
تتوفر فرصة إطعام الزرافات، ومشاهدة فرس النهر وسباق الفهود والتفاعل مع الحيوانات.

### حديقة الصغار
توفر حديقة الصغار منطقة آمنة للعب الأطفال في الهواء الطلق، وتنمي معرفتهم وطريقة تعاملهم مع بعض أنواع الحيوانات، مثل الدجاج والأبقار والماعز والبط، حيث ستتاح لهم فرصة تعلم كيفية جمع بيض الدجاج عدا عن تجميع الحليب من الأبقار، والأهم من هذا وذاك هو فرصة ركوب الحصان الصغير

## معرض الصور

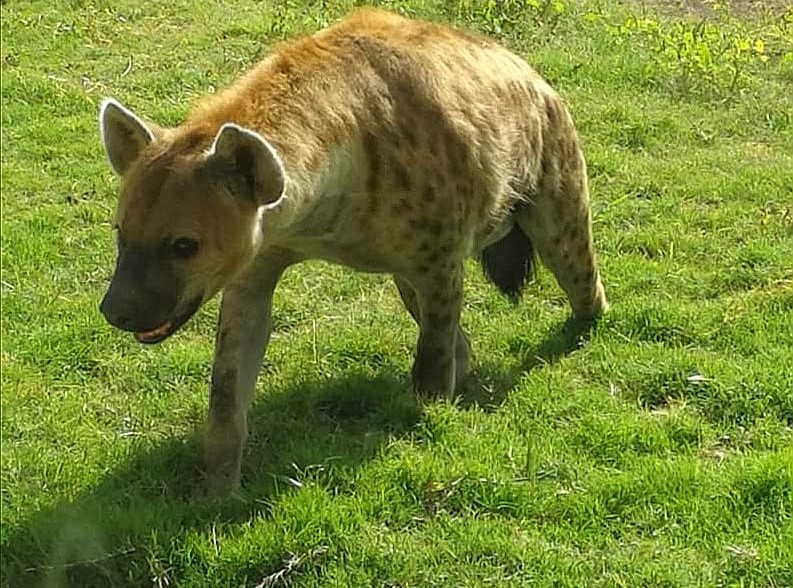
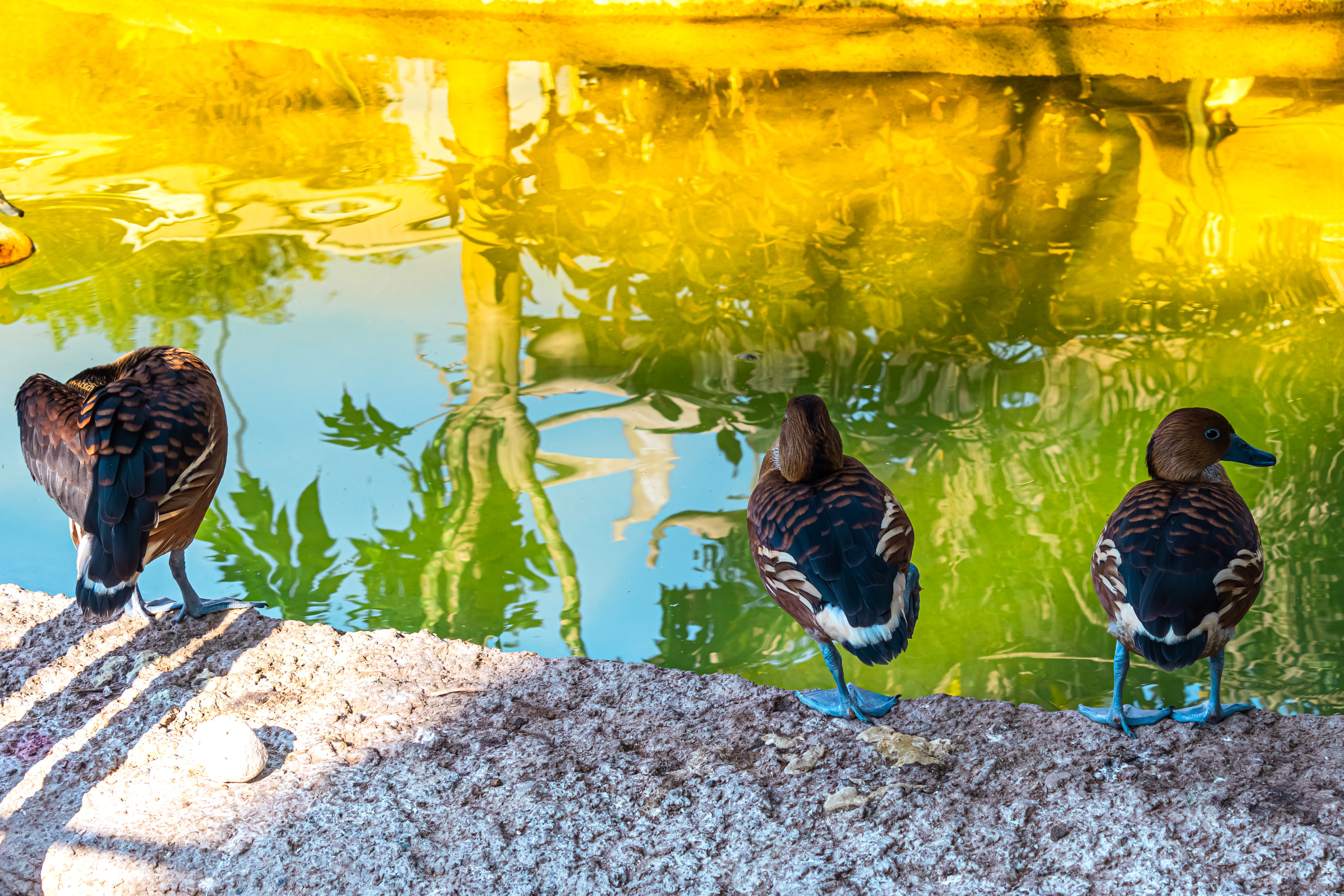
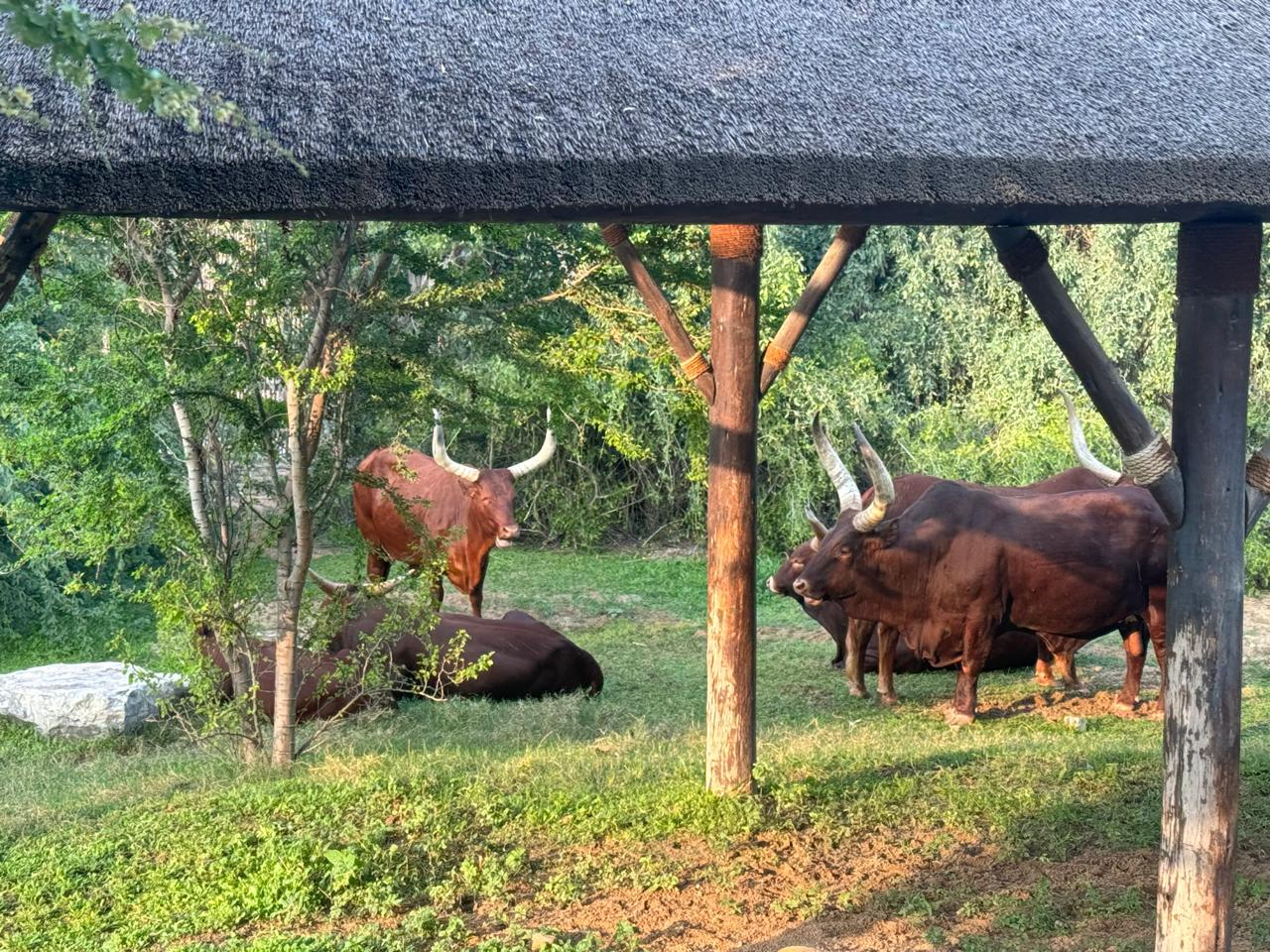
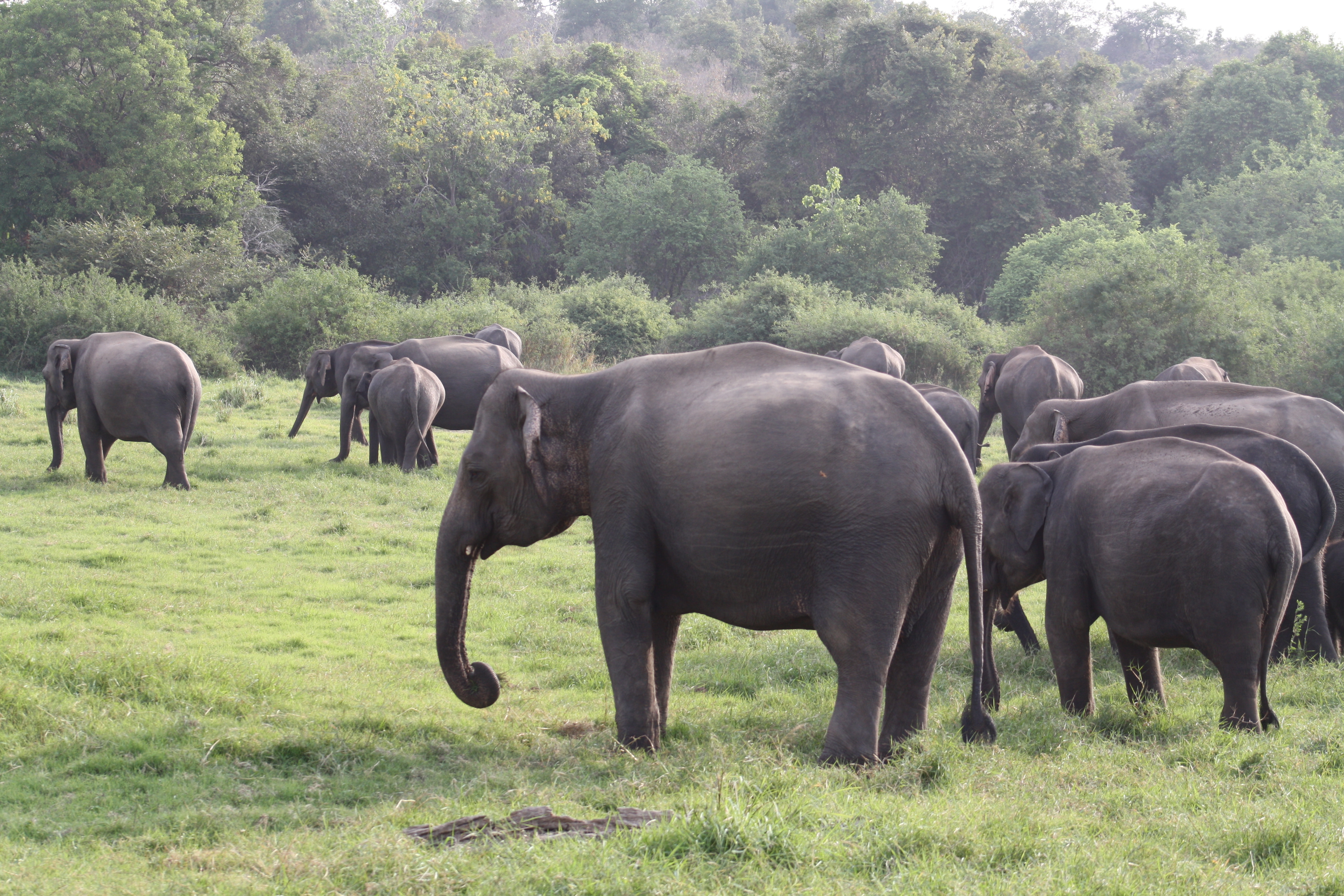
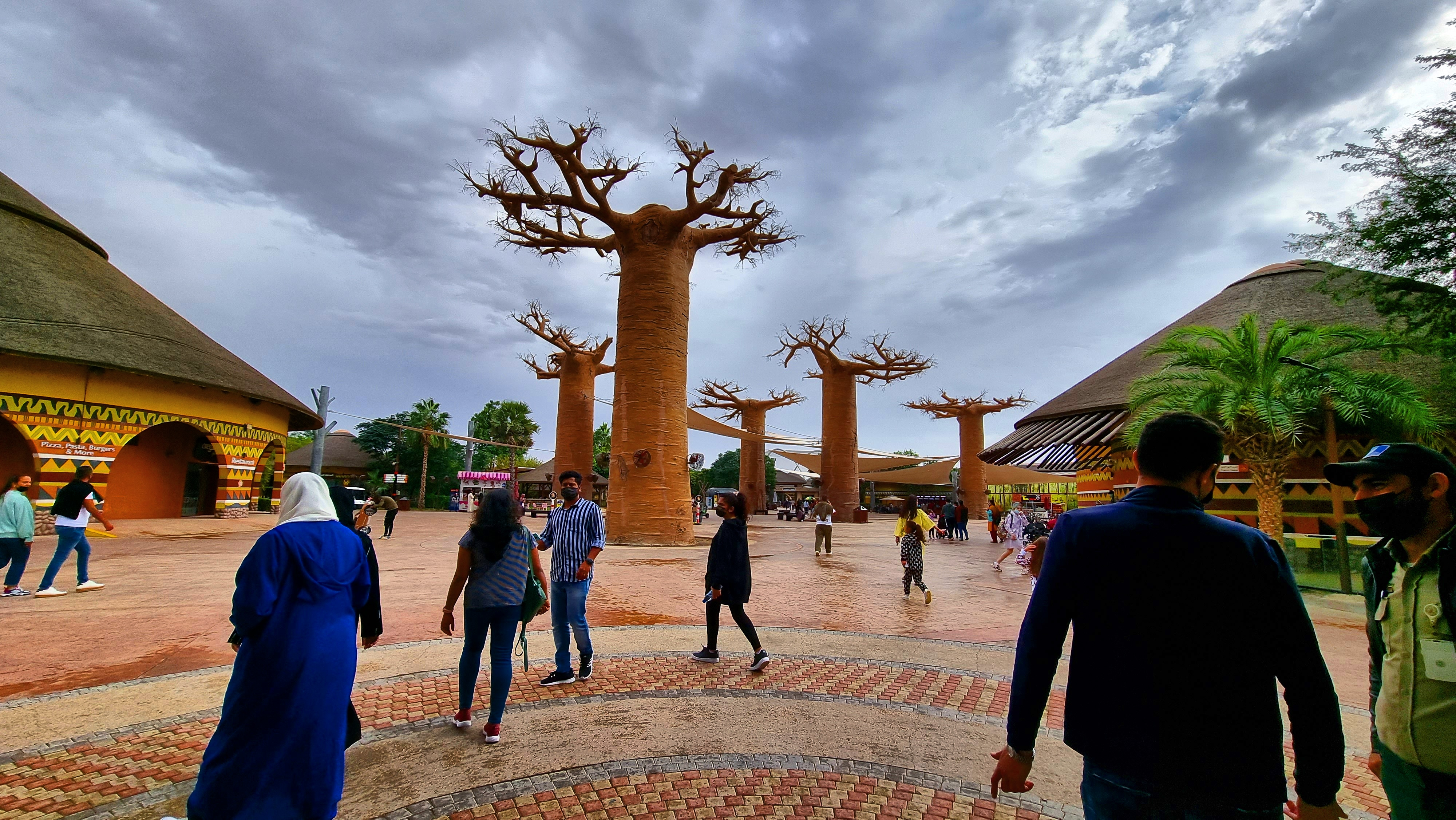
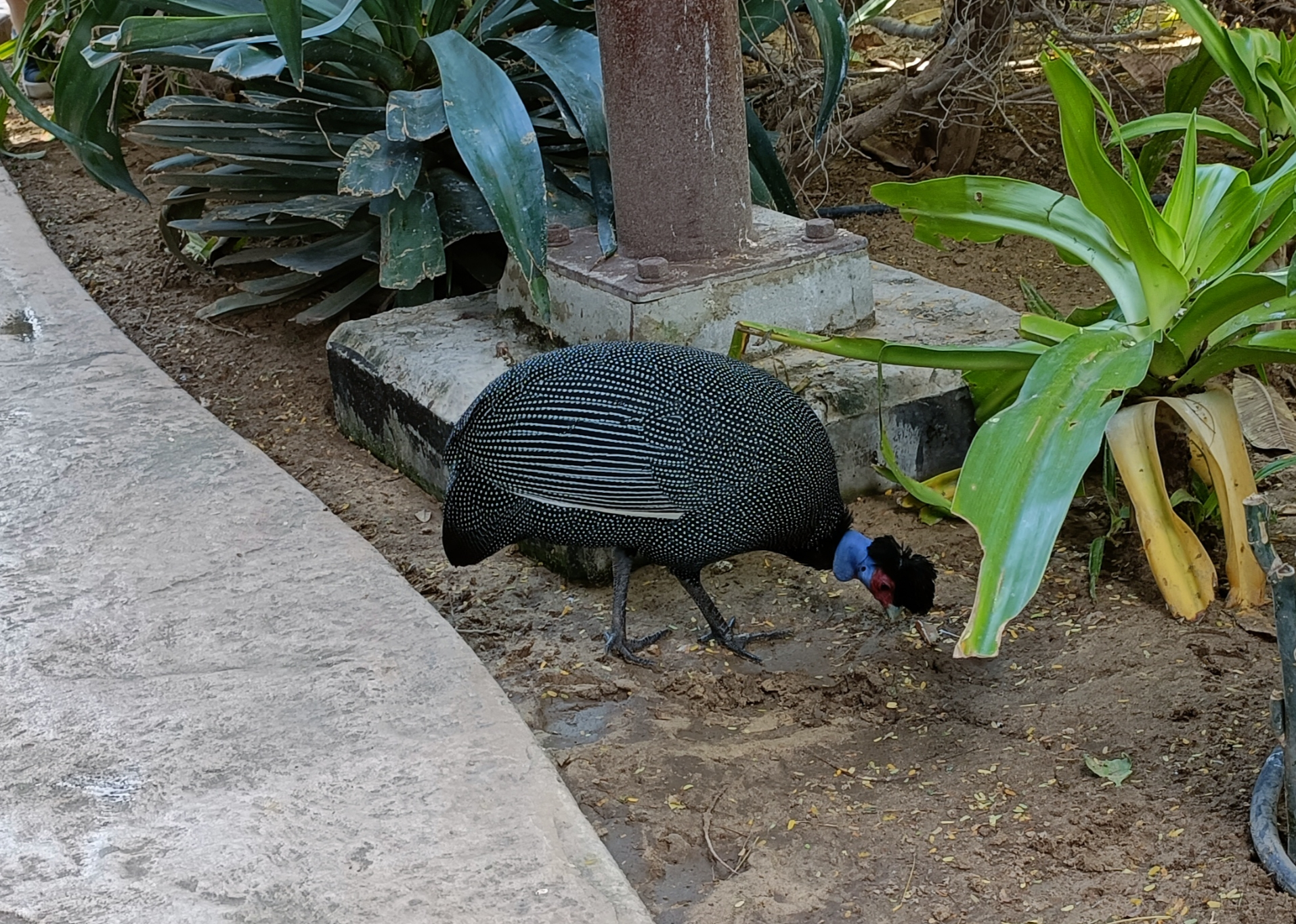
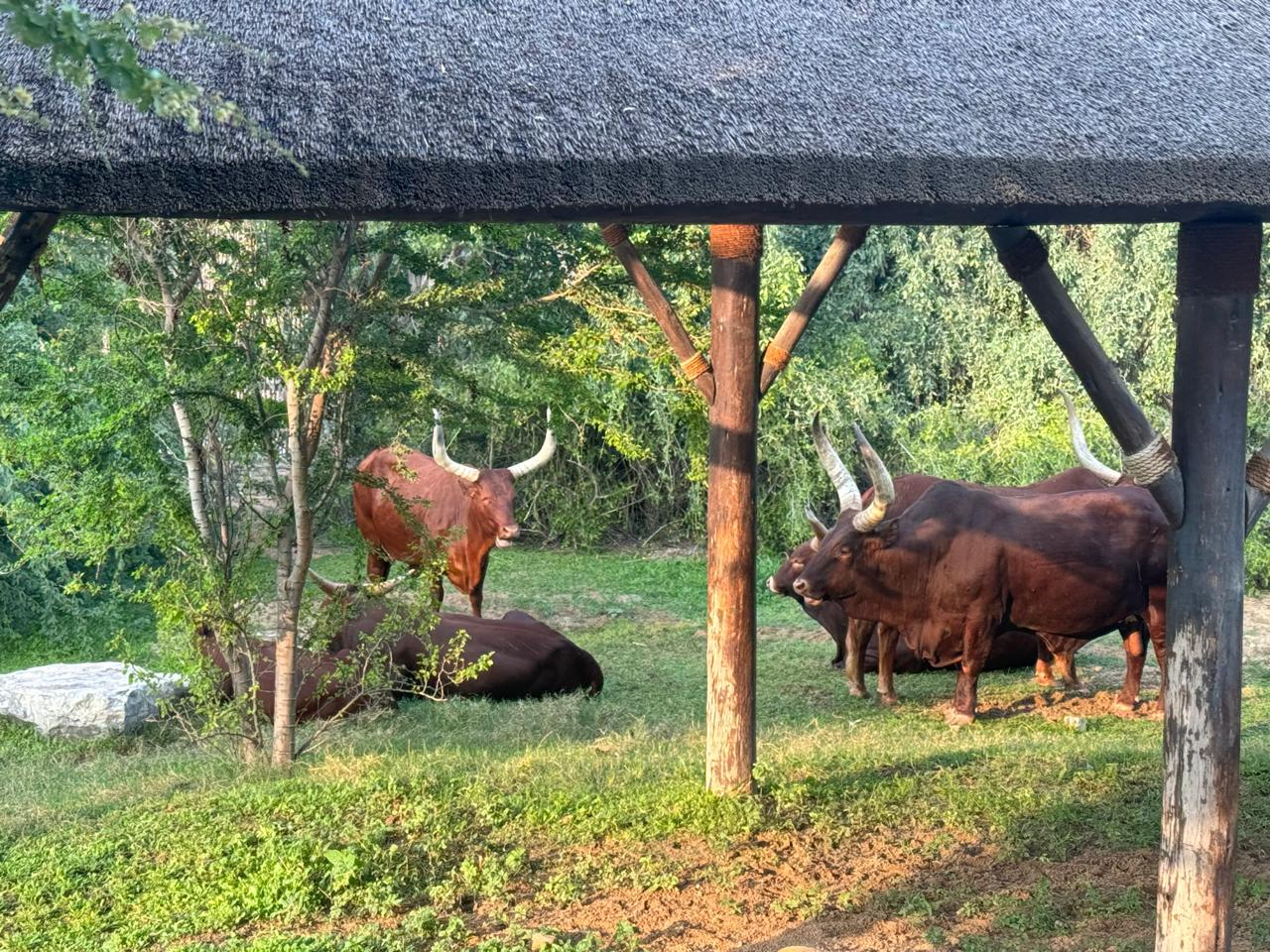
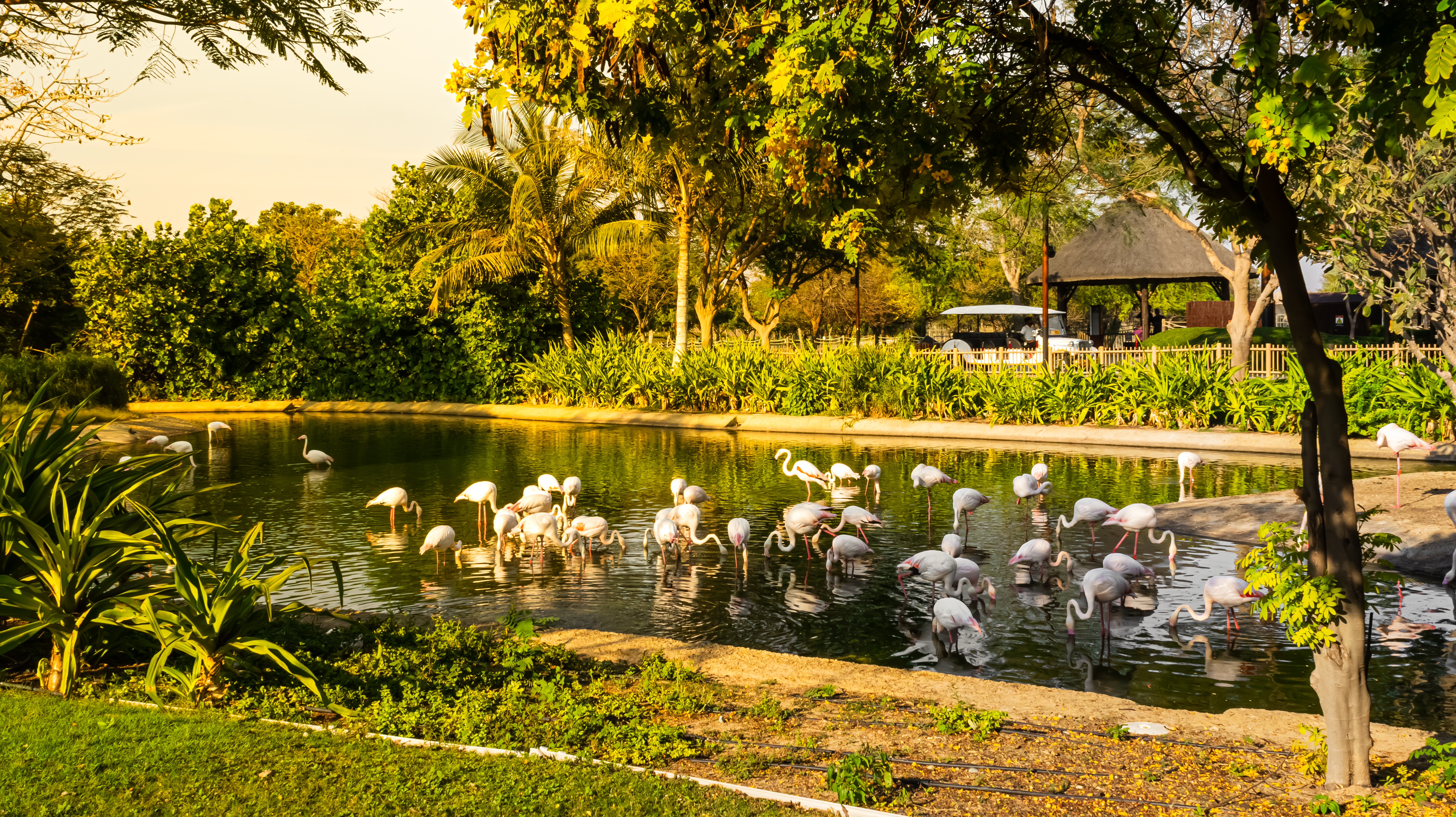
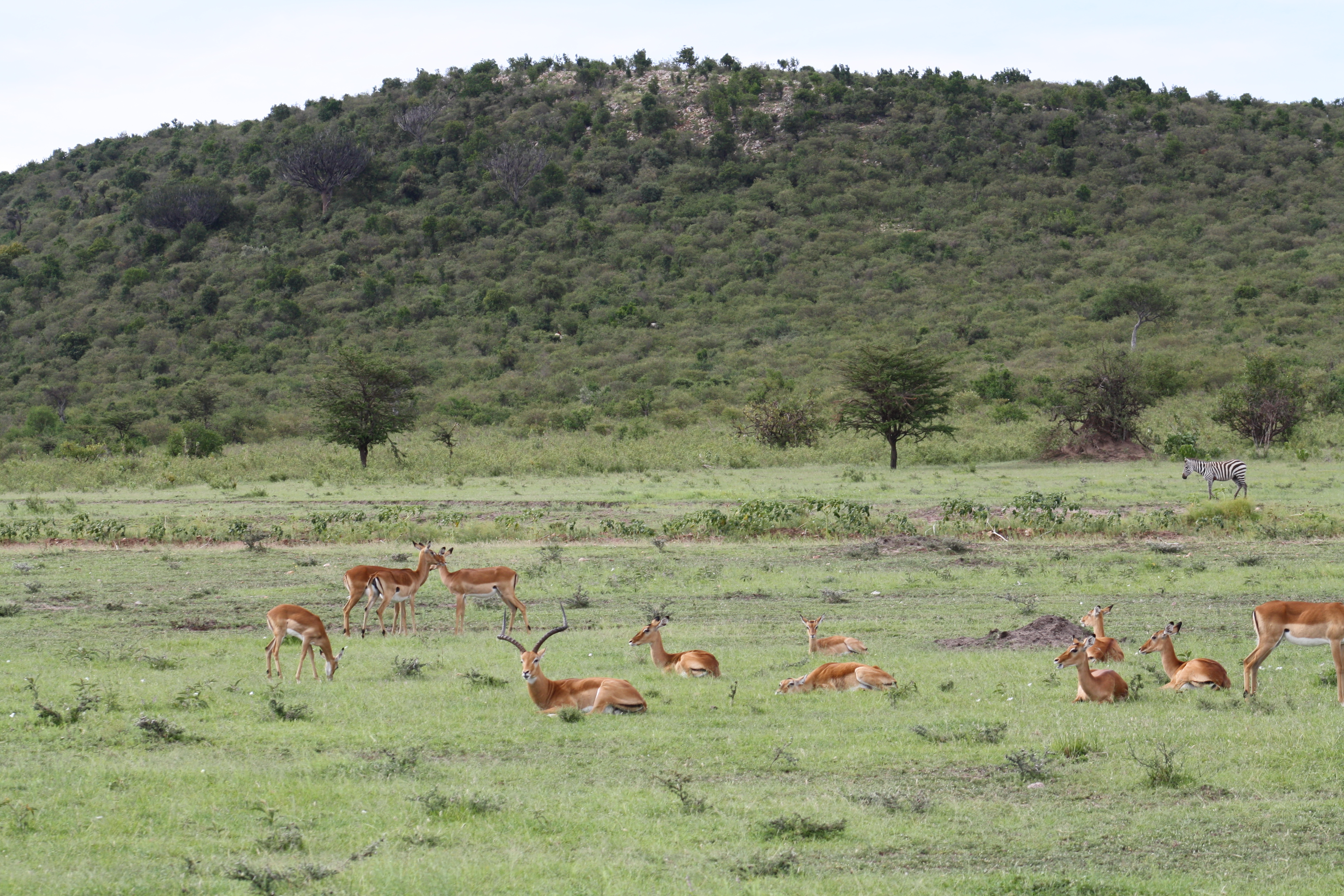
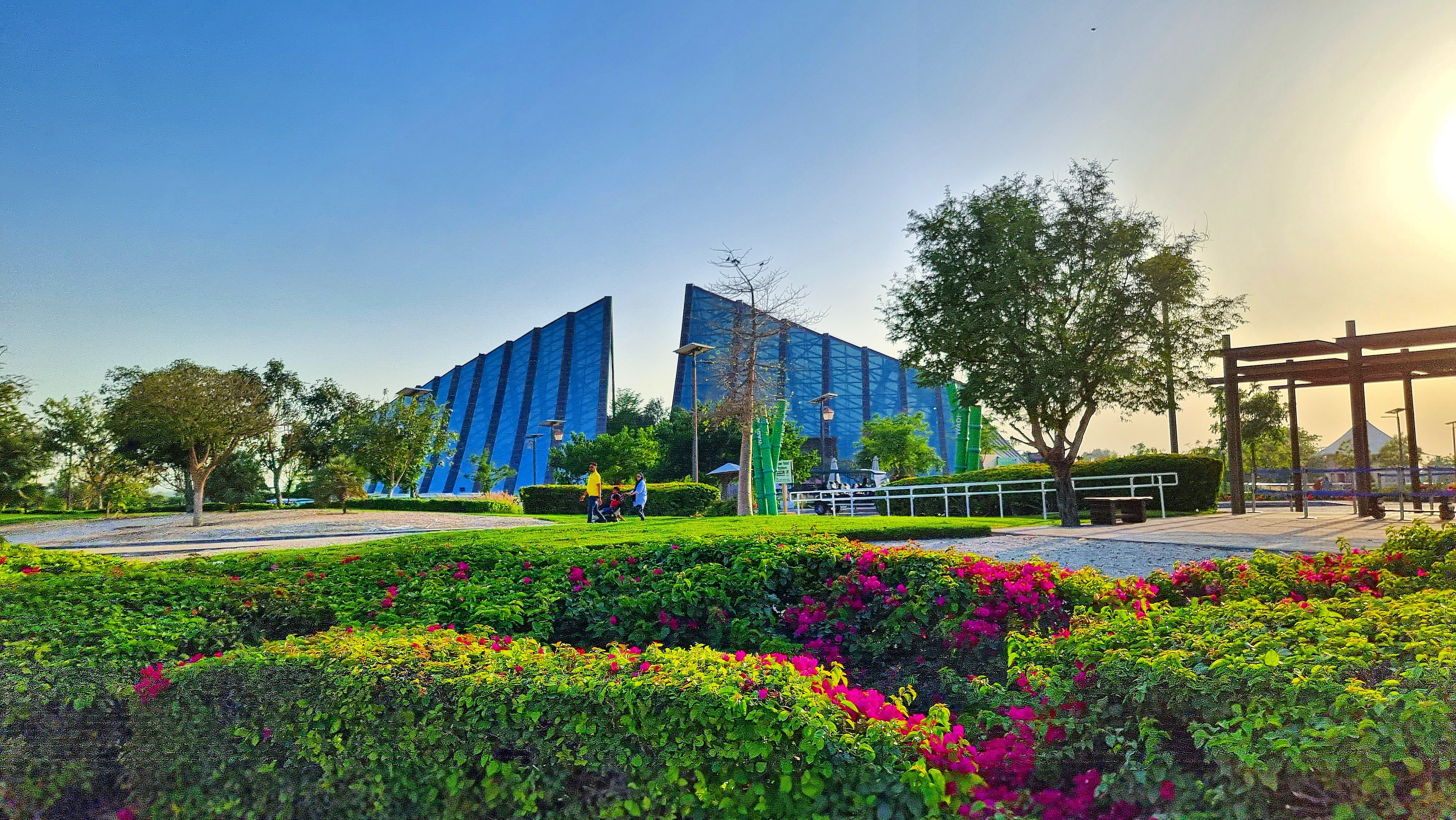

.